# Орлиний зір
«Орлиний зір» (англ. Eagle Eye) — кінофільм, трилер режисера Ді Джей Карузо. Слоган фільму «If you want to live you will obey» (Якщо Ви хочете жити, то Ви будете підкорюватись). Прем'єра відбулась 26 вересня 2008 року (в Україні 2 жовтня 2008). Рейтинг MPAA: Дітям до 17 років обов'язкова присутність батьків.

## Сюжет
Юний нероба Джеррі знаходить у себе у квартирі вибухівку, зброю і хімікати. Йому дзвонить якась жінка і каже, що він повинен робити, якщо хоче залишитись в живих. У той самий час та ж незнайомка дзвонить самотній матері, яка щойно відправила сина у Вашингтон, і вимагає повної покори, інакше дитина загине.

## Історія створення
Сценарист Ден МакДермотт написав сценарій для фільму на основі первинної ідеї Стівена Спілберга. Студія DreamWorks купила сценарій, створила проєкт і направила його Спілбергу. Але він почав займатися фільмом «Індіана Джонс і Королівство кришталевого черепа» і його замінив режисер Ді Джей Карузо. Попри це, Спілберг все одно став виконавчим продюсером. В червні 2007 р., актор Шайа Лабаф, який брав участь як у фільмі Карузо («Параноя»), так і у фільмі Спілберга («Індіана Джонс і Королівство кришталевого черепа»), заявив, що приєднується до проєкту.
Зйомки почались 6 листопада 2007 року і були завершені в лютому 2008 року.

## У ролях
| Актор             | Роль                                  |
| ----------------- | ------------------------------------- |
| Шайа Лабаф        | Джером (Джеррі) Шоу                   |
| Мішель Монаган    | Рейчел Голломен                       |
| Розаріо Довсон    | Зої Перес, державний агент            |
| Майкл Чикліс      | Джордж Каллістер, міністр оборони США |
| Джуліанн Мур      | супер комп'ютер ARIIA (голос)         |
| Ентоні Макі       | Вільям Боуман, майор                  |
| Біллі Боб Торнтон | Домас Морган, агент ФБР               |
| Ітан Ембрі        | Тобі Гранд, агент ФБР                 |
| Вільям Седлер     | Вільям Шоу                            |

## Касові збори
Кошторис фільму склав $80 млн. У прокаті з 26 вересня 2008 року по 8 січня 2009, найбільша кількість показів у 3614 кінотеатрах одночасно. За час прокату зібрав у світі — $178 066 569, з них $101 440 743 — у США і $76 625 826 — в решті світу. У країнах СНД фільм демонструвався з 2 жовтня по 16 листопада 2008 року і зібрав $4 558 428.

## Музика
Музику до «Орлиного зору» написав Браян Тайлер, який записав партитуру з ансамблем із 88 музикантів Голлівудської студії симфонічного оркестру на студії Sony Scoring Stage. Сесія була перервана землетрусом у Чино Хіллз 29 липня 2008 року — запис землетрусу, що стався на студії, доступний в Інтернеті.

## Цікаві факти
- У фільмі піднімається тема глобальної системи радіоелектронної розвідки «Ешелон».
- Зйомки почались 6 листопада 2007 року і були завершені в лютому 2008 року.
- У фільмі можна побачити DVD з фільмом «Параноя», попередньою роботою Ді Джей Карузо і Шайі Лабафа.